# 地主プライベートリート投資法人
地主プライベートリート投資法人（じぬしプライベートリートとうしほうじん）は、東京都千代田区にある投資法人（私募リート）。スポンサーは地主株式会社（旧日本商業開発株式会社）、運用会社は地主アセットマネジメント株式会社。

## 概要
世界初の底地特化型リートであり、地主株式会社が仕入れた土地を組み入れている。地主グループは、土地の売却時に売却益、本投資法人の運用時にAMフィーとPMフィーを得ることができる。
日本格付研究所（JCR）より、2021年（令和3年）6月に「A」、2023年（令和5年）6月に「A+」の格付を取得した。
2025年（令和7年）1月で運用資産規模2,576億円となる見込みである。
中期的に3,000億円を目指す方針である。

## 沿革
- 2016年（平成28年）9月 - 本投資法人の設立[7]
- 2017年（平成29年）1月 - 運用開始（第1次新投資口募集。運用資産残高146億円、9物件、投資家数31）[8]
- 2018年（平成30年）1月 - 第2次新投資口募集（運用資産残高322億円、25物件、投資家数52）[8]
- 2019年（平成31年）1月 - 第3次新投資口募集（運用資産残高516億円、39物件、投資家数81）[8]
- 2020年（令和2年）1月 - 第4次新投資口募集（運用資産残高823億円、61物件、投資家数115）[8]
- 2021年（令和3年）1月 - 第5次新投資口募集（運用資産残高約1,093億円、84物件、投資家数147）[8]
- 2022年（令和4年）1月 - 第6次新投資口募集（運用資産残高約1,515億円、105物件、投資家数228）[8][9]
- 2023年（令和5年）1月 - 第7次新投資口募集（運用資産残高約1,800億円、129物件、投資家数276）[8][10]
- 2024年（令和6年）1月 - 第8次新投資口募集（運用資産残高約2,216億円、154物件、投資家数307）[8][11]

## ポートフォリオ
第6次新投資口募集後のポートフォリオは以下の通り。
- 運用資産残高：約1,515億円
- 地域分散：東京圏39.4%、大阪圏30.9%、名古屋圏21.5%、その他8.2%
- 用途分散：スーパーマーケット34.8%、ホームセンター25.1%、ドラッグストア14.2%、家電量販店9.1%、他
- テナント分散：コーナン商事17.8%、ライフコーポレーション13.4%、ケーズホールディングス8.8%、バローホールディングス7.2%、他

## 資産運用会社
資産運用会社は、地主株式会社100%子会社の地主アセットマネジメント株式会社（じぬしアセットマネジメント）である。
2023年（令和5年）5月に責任投資原則（PRI）へ署名した。